# Meksički krastavac
Meksički krastavac (čajot, lat. Sechium edule), vrsta meksičke puzvice iz porodice tikvovki, danas uvezena u mnoge druge zemlje, uključujući i Hrvatsku. Na autohtonom području može narasti do 20 metara visine.
Plod je jestiv i spada u spada u niskokalorično povrće, i upotrebljava se kao i tikvica. Plod čajota i lišće imaju diuretska, kardiovaskularna i protuupalna svojstva.